# Posthotel Löwe

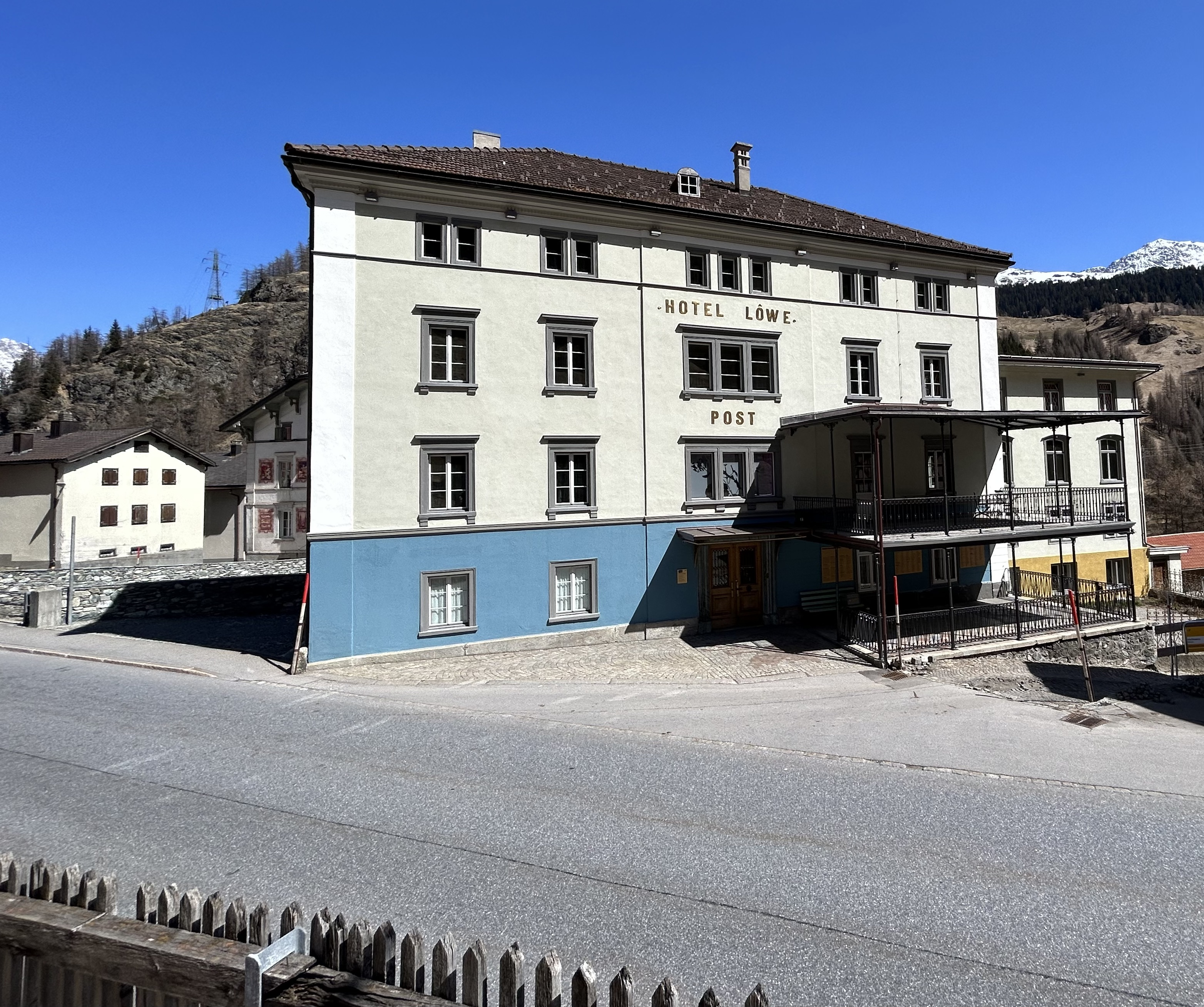
Posthotel Löwe im April 2023

Das Posthotel Löwe steht in Mulegns im schweizerischen Kanton Graubünden. Das Hotel an der Route am Julierpass ist ein Zeitzeuge aus der Zeit der Postkutschen, in der bis zu 22'000 Reisende jährlich im «Löwen» übernachteten.

## Geschichte
Die Geschichte des Hotels geht indirekt auf den Ausbruch des Vulkans Tambora von 1815 in Indonesien zurück. Die hochgeschleuderten Aschewolken verdunkelten den Himmel auch in Europa und führten verbreitet zu Missernten und Hungersnöten; aus Italien mussten Nahrungsmittel importiert werden. Um diese besser und schneller transportieren zu können, wurde die Fahrstrasse über den Julier auf eine Breite von fünf Metern ausgebaut.

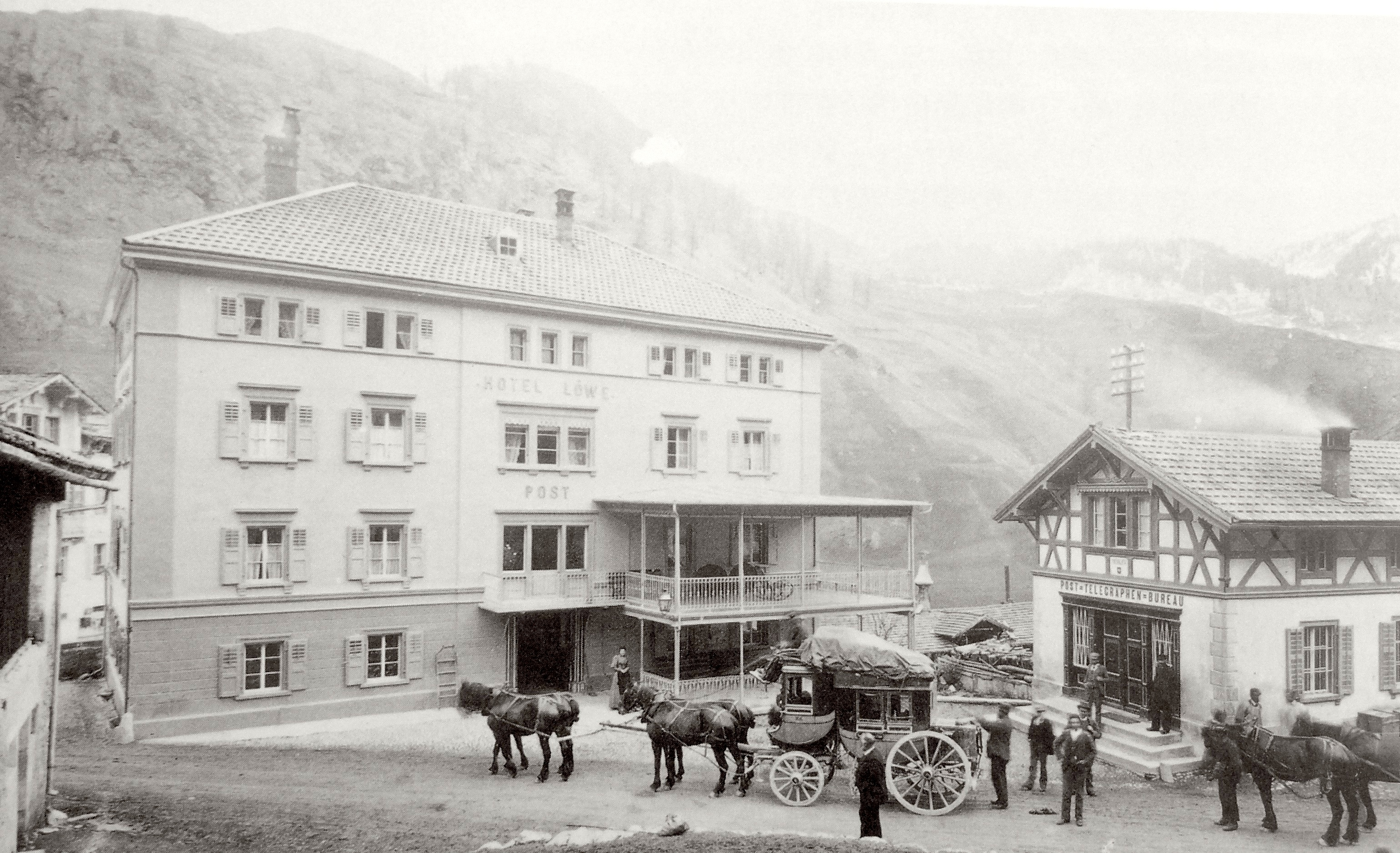
Aufnahme von 1896. Noch ohne den Anbau rechts, aber mit der nachträglich angebauten gusseisernen Veranda

Während des Ausbaus kam ein Peter Balzer-Wasescha nach Mulegns. Er erkannte das Potential des leerstehenden Holzhauses, kaufte es und baute auf dessen Fundamenten zwischen 1825 und 1835 das «Posthotel Löwen». Neben dem Hotel errichtete er Stallungen für Pferde und Remisen für die Kutschen. 40 Reisende und bis zu 80 Pferde konnten untergebracht werden.

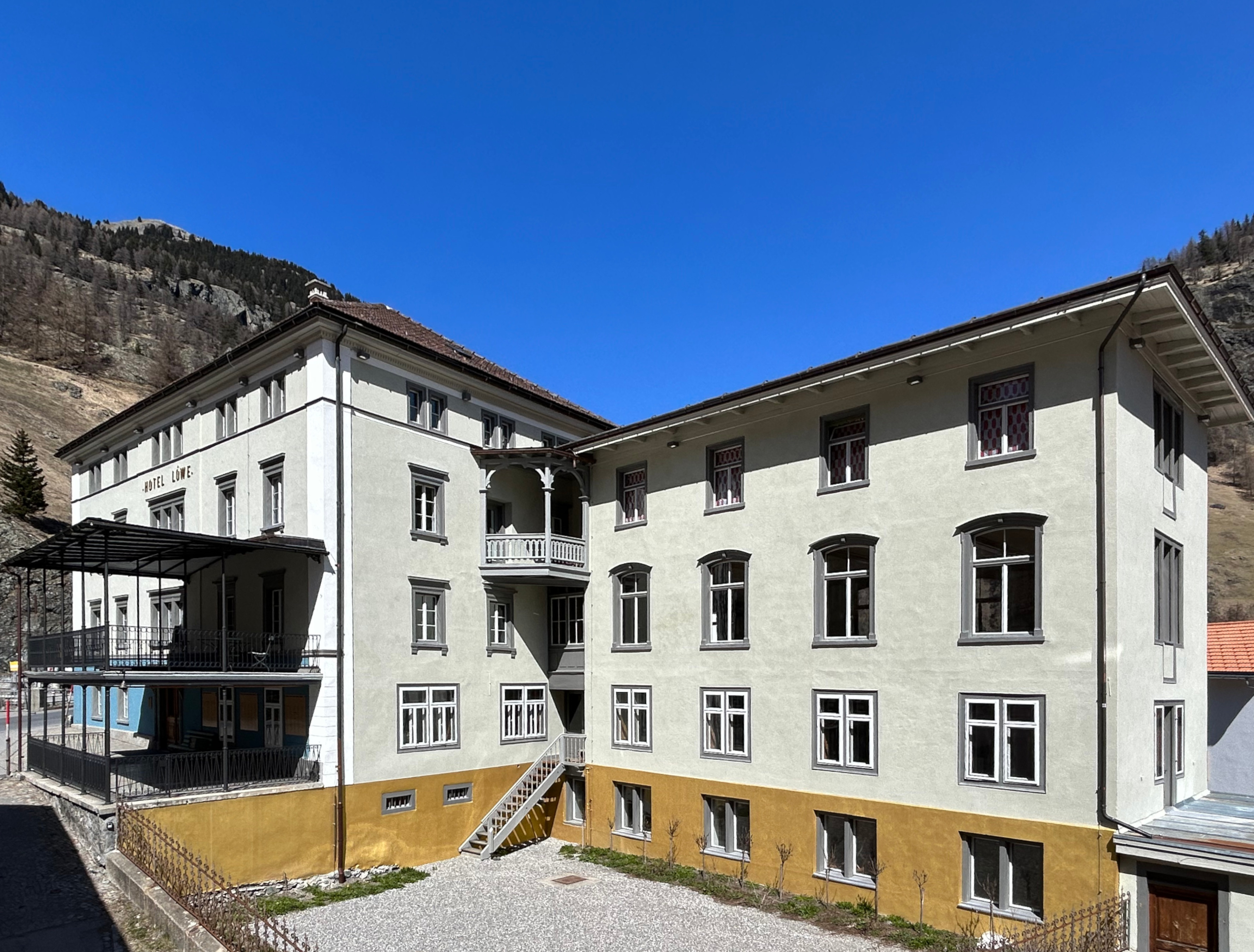
Rückseite 2023

Nach dem Tod von Peter Balzer im Jahr 1845 übernahm nach mehreren Pächtern sein Sohn Christian 1862 im Alter von 21 Jahren zusammen mit seiner Frau Regine Bieler den Betrieb. Das Geschäft lief so gut, dass 1897 das Gebäude um einen Anbau erweitert wurde; der Jugendstilsaal darin ist heute noch erhalten. Christian Balzer starb 1912; sein Sohn Ernst führte das Hotel weiter.
Seine Blütezeit erreichte der «Löwen» mit dem aufkommenden Bädertourismus im Engadin. Um sich an die dortige Höhe von 1800 Metern zu akklimatisieren, unterbrachen die Reisenden manchmal ihre Fahrt im tiefer gelegenen Mulegns. Zu den prominenten Gästen im «Löwen» gehörten Albert Schweitzer, Wilhelm Conrad Röntgen, der Erzbischof von Mailand, der spätere Papst Paul VI. sowie Prinzessin Mary, die Urgrossmutter von König Charles.
Der Niedergang kam mit der Eröffnung der Albulalinie der Rhätischen Bahn im Jahr 1903. Die Übernachtungen sanken von mehr als 22'000 im Jahr 1900 auf 1527 im Jahr 1908.
1932 übernahm Alois Willi den «Löwen» von den Erben Christian Balzers in Pacht und heiratete die Saaltochter Anna Poltera. 1950 kaufte er das Hotel und brachte darin die beim Bau des Staudamms des Marmorera-Stausees beschäftigten Arbeiter unter. Nach dem Tod von Alois Willi im Jahr 1959 wurde der «Löwen» von seiner Witwe Anna Willi und ihren fünf Kindern weitergeführt.
Bis zum Jahr 2000 wurde das Hotel ganzjährig von Alois Willis Tochter Donata Willi geführt. Der 2010 gegründete Verein „Projekt Posthotel Löwe, Mulegns“ plante, das Hotel zu übernehmen und darin ein Projekt zur beruflichen und sozialen Integration von jungen Erwachsenen mit Schwierigkeiten zu realisieren. Gleichzeitig sollte auch der Hotel- und Gastrobetrieb wiederbelebt werden. Eine Machbarkeitsstudie wurde durch den Bündner Heimatschutz in Auftrag gegeben.
Im Herbst 2019 erwarb die Stiftung «Nova Fundaziun Origen» das Hotel Löwe und leitete umfassende Sanierungsarbeiten ein. Nach einem befristeten Probebetrieb folgte eine umfassende Renovation. Erneuert wurden das Kupferdach, die Fassade, Wasserleitungen, elektrische Anlagen, Tapeten und Täfer. Am 6. Juni 2024 wurde nach einer vierjährigen aufwändigen Bauzeit der Hotelbetrieb wieder aufgenommen. Das Hotel verfügt über sieben Zimmer und Suiten.

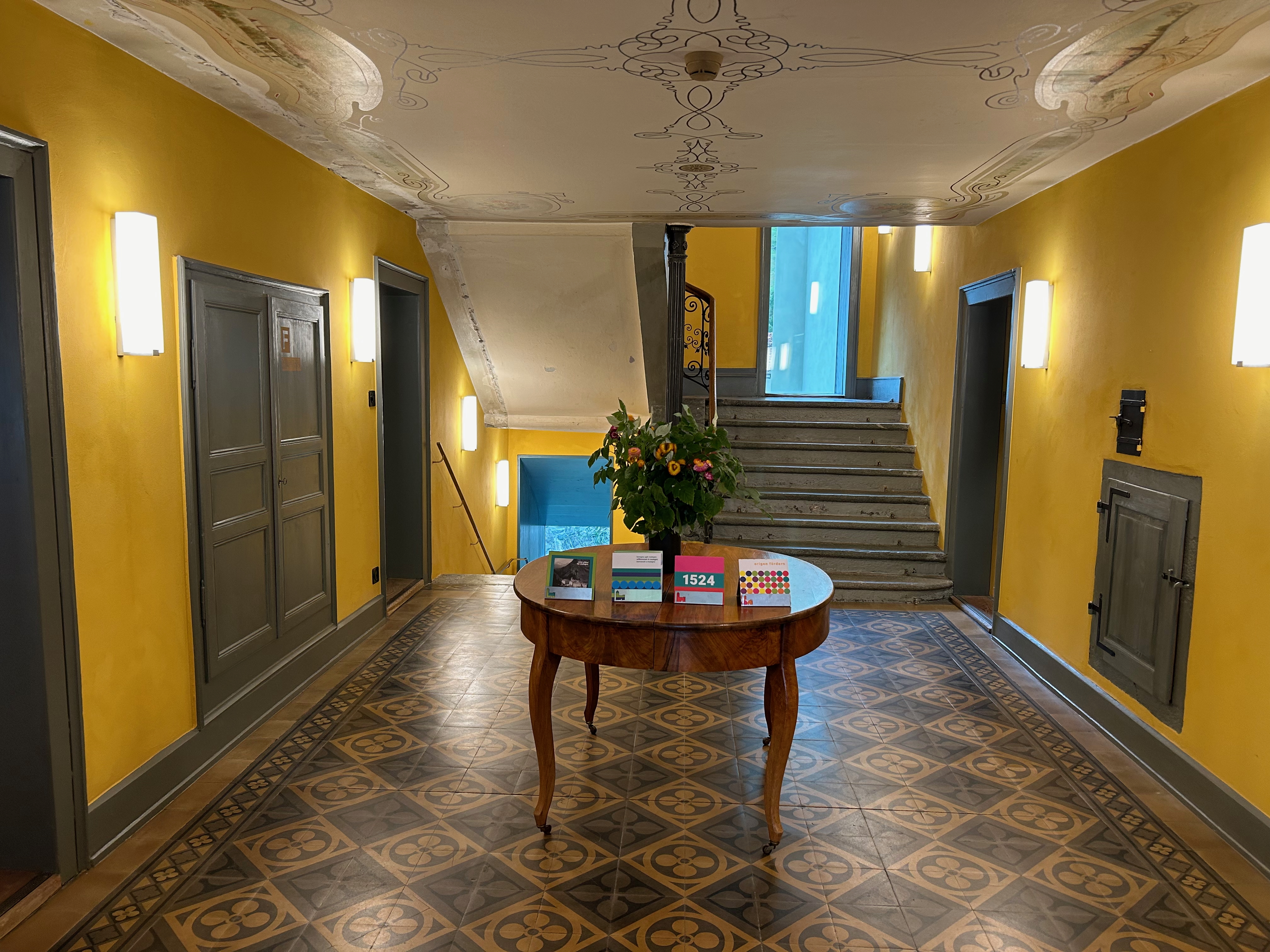
Eingangsbereich
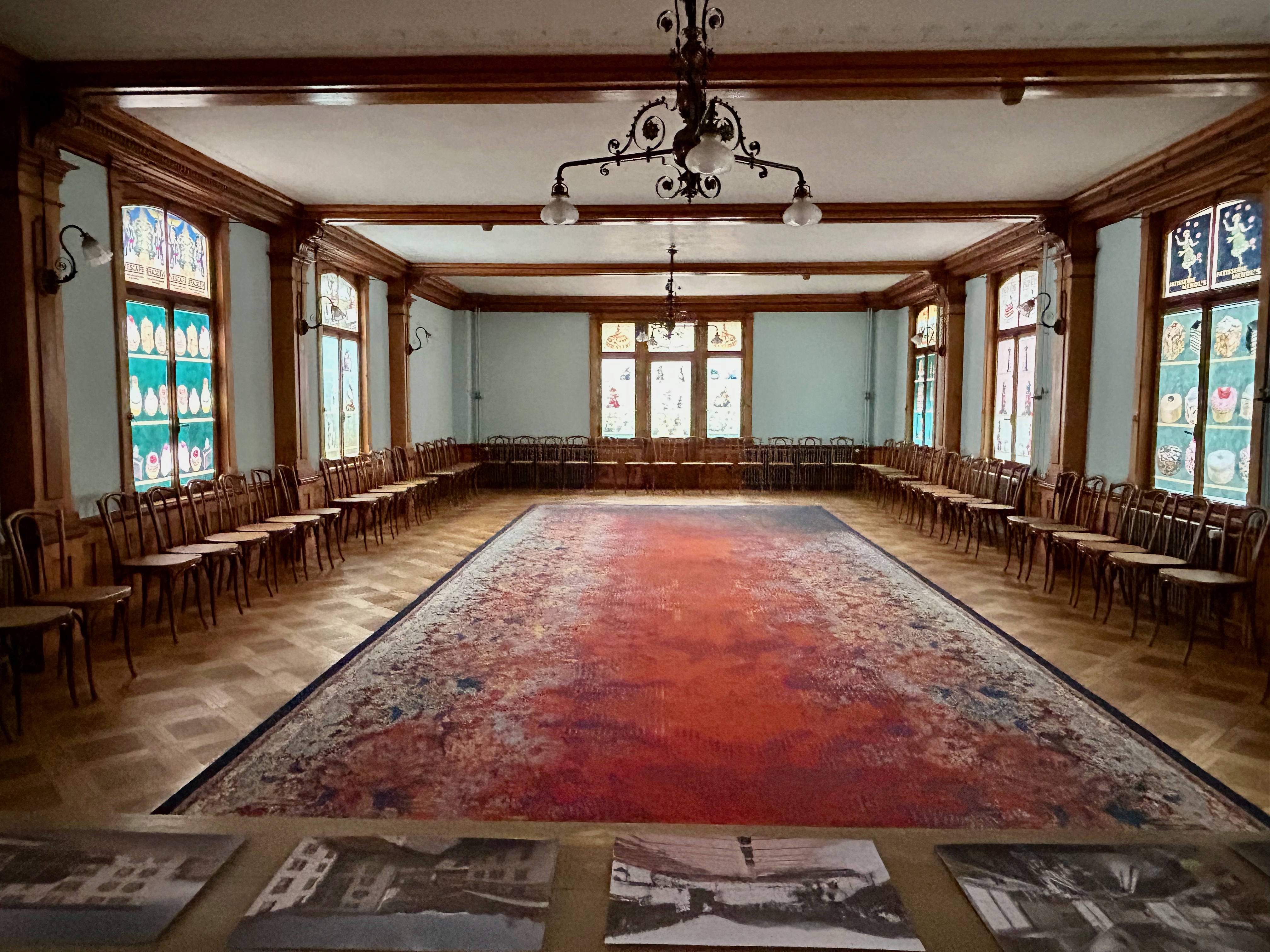
Grosser Saal
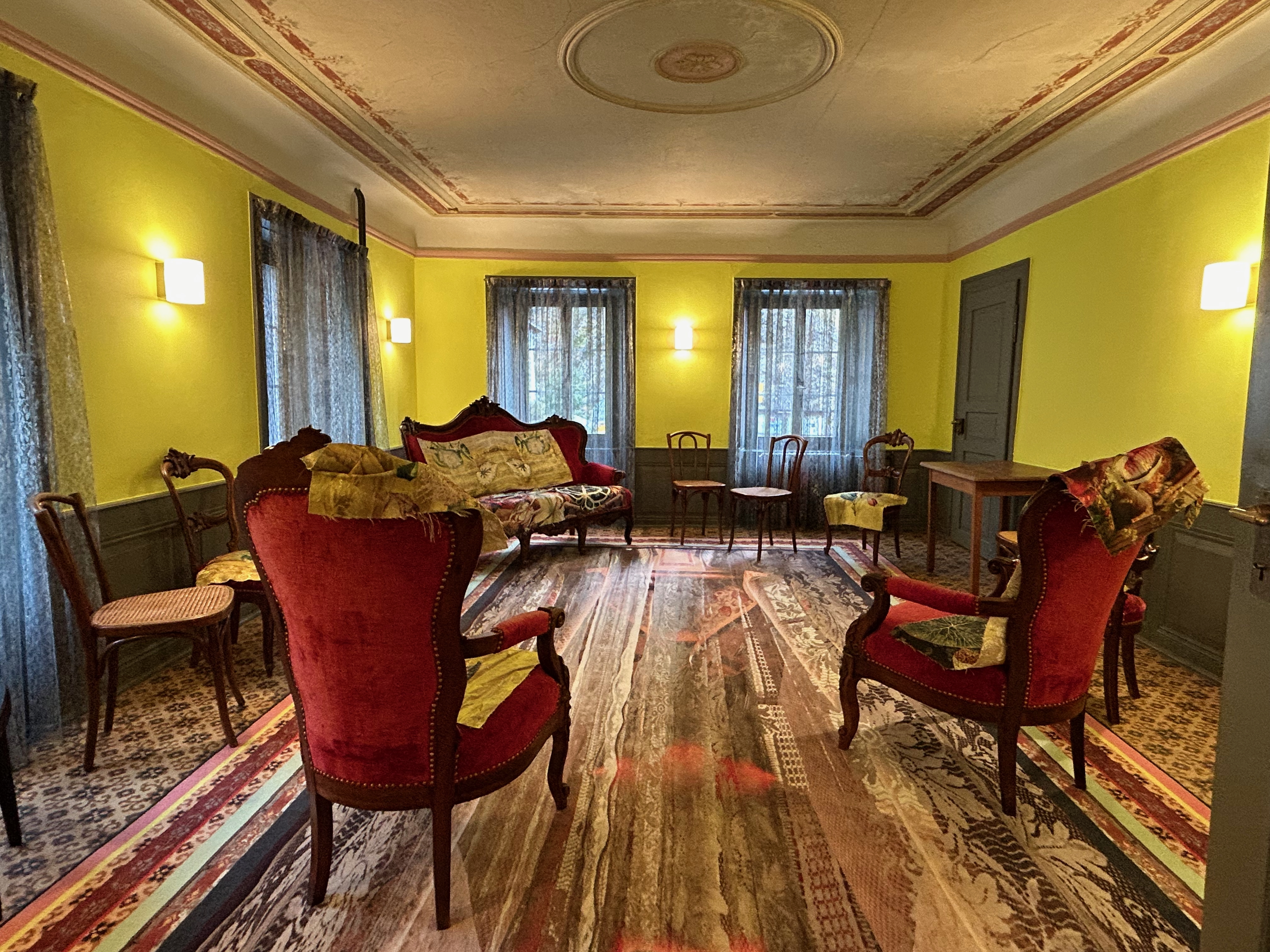
Salon
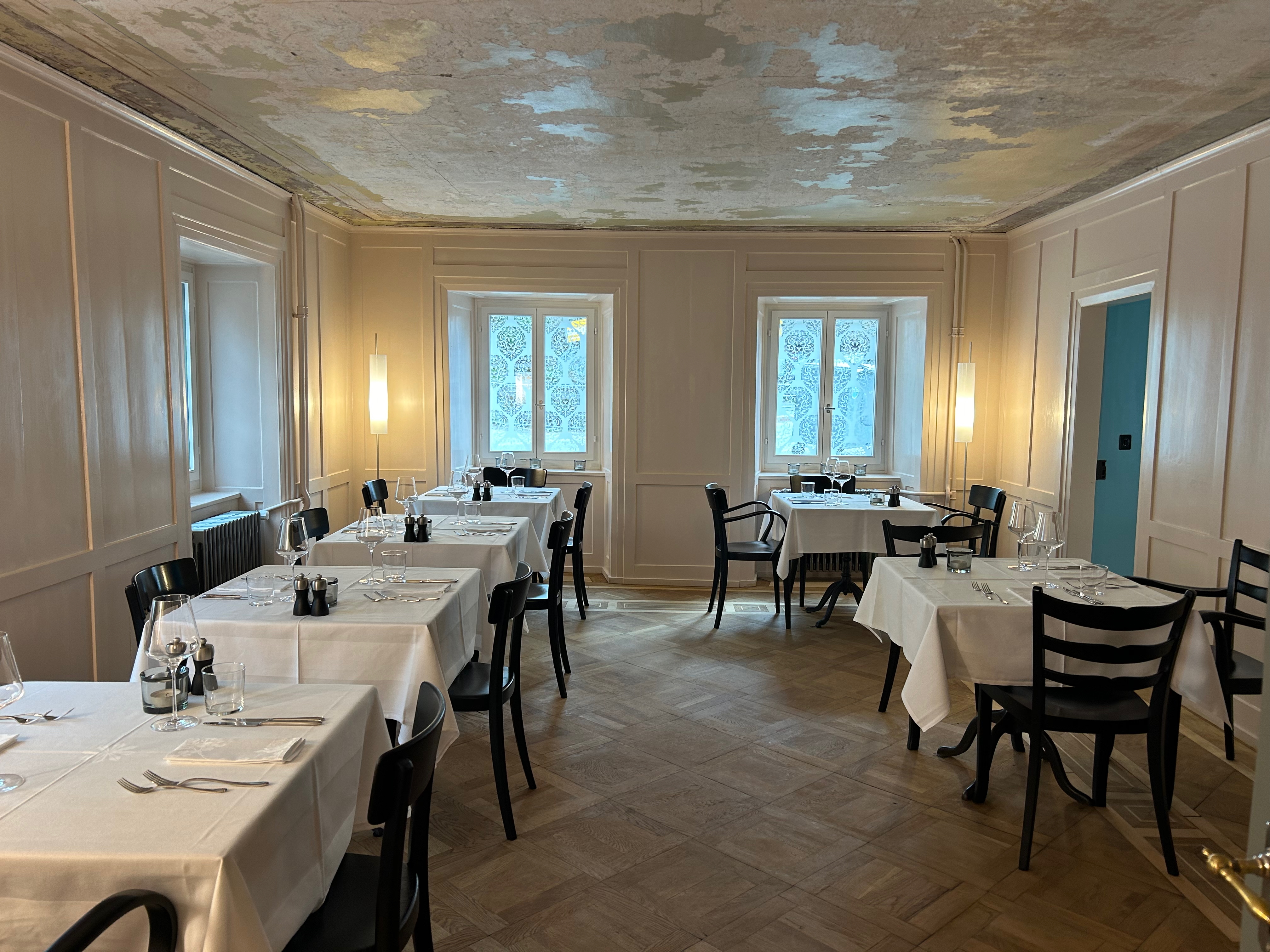
Restaurant
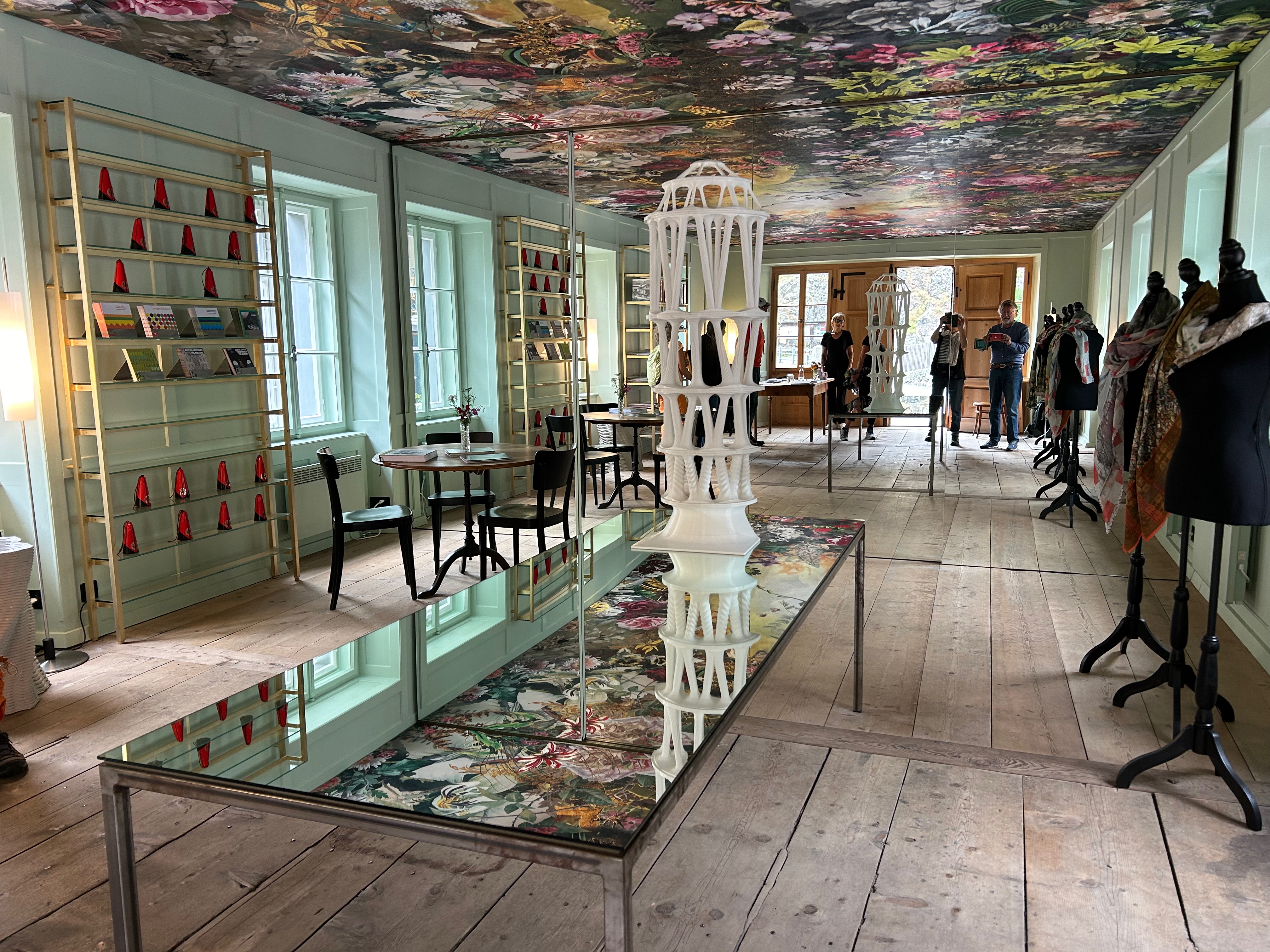
Im ehemaligen Telegrafenhaus

## Weitere Gebäude

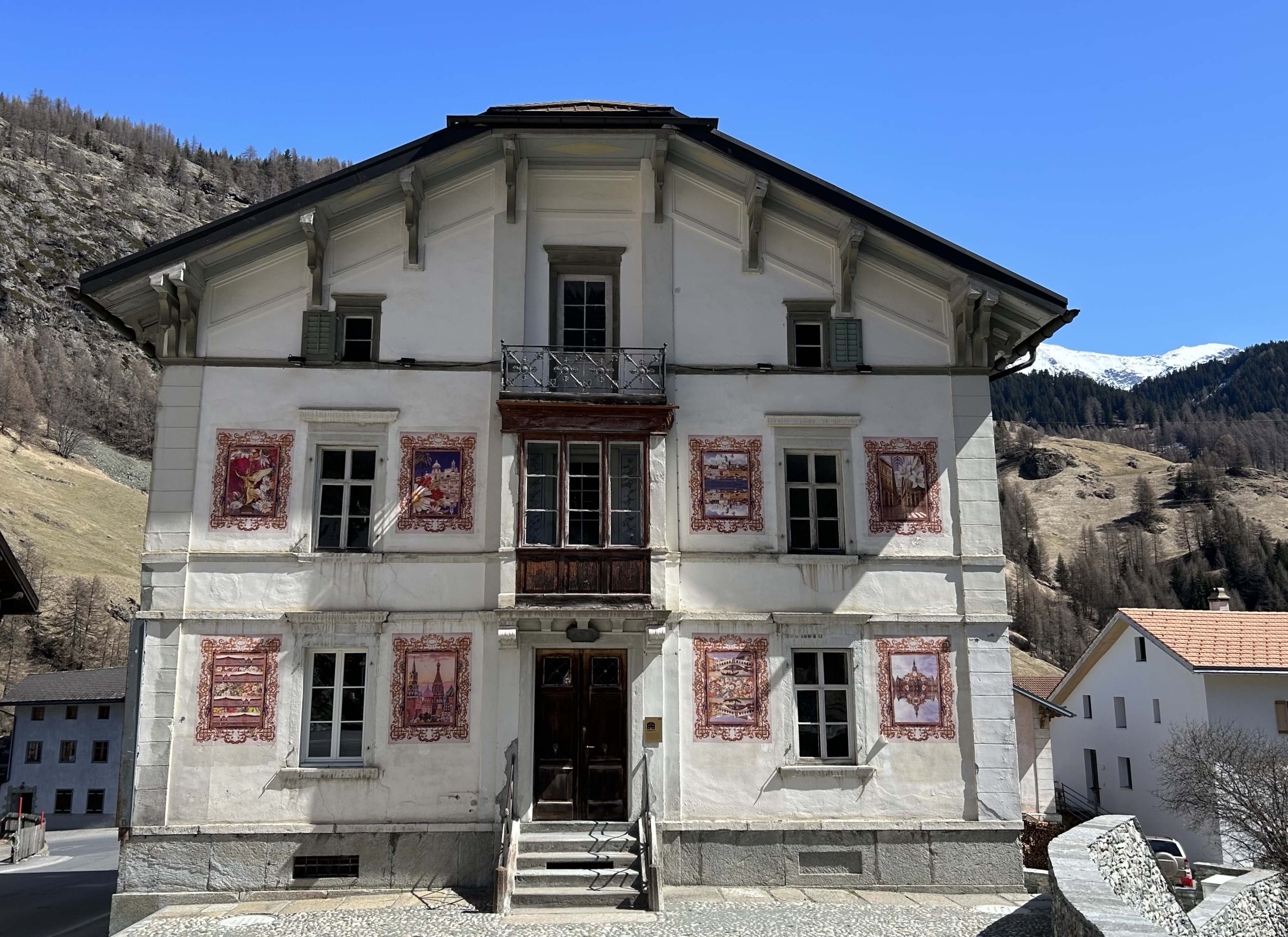
Die Weisse Villa

Zum historischen Ensemble gehört die «Weisse Villa», die 1856 vom einheimischen Zuckerbäcker Jean Jegher erbaut wurde. Origen erwarb die Villa 2019. Da das Gebäude im Jahr 2020 um ein paar Meter verschoben wurde, konnte Platz für eine Verbreiterung der Nationalstrasse geschaffen und die Villa vor einem Teilabriss bewahrt werden. Im Haus sollen eine Zuckerbäckermanufaktur und ein Emigrationsmuseum eingerichtet werden.
Im Herbst 2023 erwarb Origen die grosse Kutschenremise aus der letzten Jahrhundertwende. Sie diente als Einstellhalle für Kutschen, der Stall bot Platz für dreissig Pferde. Er soll künftig als Ausstellungsraum, Konzertsaal und Theaterraum genutzt werden.
Zur Gebäudegruppe im Dorfzentrum gehören weiter zwei Schmieden, Pferdeställe, ein kleines Elektrizitätswerk und ein Telegrafenamt.